# مانون كليري
مانون كليري (بالإنجليزية: Manon Cleary)‏ هي رسامة أمريكية، ولدت في 14 نوفمبر 1942 في سانت لويس في الولايات المتحدة، وتوفيت في 26 نوفمبر 2011 في واشنطن العاصمة في الولايات المتحدة.

## وصلات خارجية
- مانون كليري على موقع IMDb (الإنجليزية)